# Nélson Purchio
Nélson, właśc. Nélson Purchio (ur. 26 czerwca 1941 w São Paulo, zm. 30 października 2015) – piłkarz brazylijski, występujący na pozycji środkowego obrońcy.

## Kariera klubowa
Nélson występował we Fluminense FC i Portuguesie São Paulo.

## Kariera reprezentacyjna
W 1959 roku Nélson uczestniczył w Igrzyskach Panamerykańskich, na których Brazylia zajęła drugie miejsce. Nélson na turnieju w Chicago wystąpił we wszystkich sześciu meczach z Kostaryką, Kubą, Stanami Zjednoczonymi, Haiti, Meksykiem i Argentyną.